# Bekir Ozan Has
Ozan Has (Manisa, 18 februari 1985) is een voormalige Turks voetballer.

## Carrière
Ozan begon aan zijn voetbalcarrière bij de jeugd van een amateurploeg uit Turkije genaamd Yeni Salihlispor. Daarna werd hij verkocht aan de jeugd van Bursaspor. Hij stapte een paar jaar later naar nog een ploeg uit Bursa, Bursa Merinosspor was het deze keer. Daar had hij goed gespeeld en werd terug verkocht aan Bursaspor.In 2010 won hij met deze ploeg het Süper Lig. Hij mocht ook één keer invallen voor de nationale ploeg in een interland tegen Honduras. In 2011 tranfereerde hij naar Gaziantepspor.

### Palmares
- Bursaspor
  - Süper Lig: 1 (2010)